# Боровик, Фёдор Васильевич
Федор Васильевич Боровик (1 января 1923, Кошали, Селецкий сельсовет, Пуховичский район — 19 января 1991) — белорусский советский экономист. Кандидат экономических наук (1953 г.), профессор (1971 г.). Заслуженный работник высшей школы (1979). Ректор БИНХ с 21 октября 1969 г. по 1991 г.

## Биография
Из крестьянской семьи. Перед Великой Отечественной войной окончил среднюю школу и поступил на физико-математический факультет Белорусского государственного университета .
В начале войны после неудачной попытки эвакуации на восток вернулся к родителям. В конце лета 1941 года стал связным 225-й партизанской бригады имени Суворова (руководитель — Владимир Заяц). Для партизан Фрунзенского отдела собирал данные на территории Слуцкого и Греского уездов. В 1943 году его перевели в отряд специального назначения, которым командовал Станислав Ваупшасов. После снятия оккупации он стал комиссаром роты на 2-м Белорусском фронте .
В 1946 году поступил на 3-й курс ТЭФ БИНХ, который окончил в 1950 году. Позже он поступил в аспирантуру Белорусского государственного университета, где продолжил преподавать.
В 1961—1969 гг. — заведующий кафедрой политической экономии Минского педагогического института.
В 1959—1961 гг. — заместитель директора, с 1969 г. ректор БИНХ.

## Научная деятельность
Ф. В. Боровик — автор научных работ по проблемам политической экономии и эффективности общественного производства. Автор более 100 научных работ.
Среди опубликованных:
- Важнейшие задачи партии и народа [Текст] / Ф. В. Боровик. — Минск: Беларусь, 1971. — 23 с. ; 17 см. — (В помощь пропагандистам и слушателям ленинских народных школ). — Библиогр.: с. 22 (7 названий). — 10 000 экземпляров.
- Образование фонда промышленного накопления в промышленности [Текст] / Ф. В. Боровик, Н. А. Плащинский. — Минск: Наука и техника, 1972. — 320 с. ; 20 см. — Титул. в корне: формирование фонда накопления в промышленности. — 5700 экз.
- Переходный период от капитализма к социализму. Победа социализма в СССР [Текст]: курс лекций по политической экономии социализма / Ф. В. Боровик; М-во выше. Образование СССР, Белоруссия. государство Университет В. И. Ленин. — Минск: Белорусское издательство. ун-т, 1957. — 51 с. ; 22 см. — 7000 экз.
- История экономических учений [Текст]: [учебник для экономических специальностей вузов / Ф. В. Боровик [и др.]; под общей редакцией: Ф. В. Боровика и др.]. — Минск: Высшая школа, 1984. — 351 с. ; 22 см. — Библиография: с. 340—341 (43 наименования). — Указатель имен: с. 342—345. — 10 000 экземпляров.

## Награды
Награждён орденом Красной Звезды, двумя орденами Трудового Красного Знамени, медалью «За трудовую доблесть», двумя медалями «Партизан Великой Отечественной войны» I степени, Почетной грамотой Верховного Совета БССР.